# Pætursfjall
Pætursfjall è una montagna alta 613 metri sul mare situata sull'isola di Streymoy, la maggiore dell'arcipelago delle Isole Fær Øer, in Danimarca.